# Општина Гергеаса (Бузау)
Гергеаса (рум. Ghergheasa) општина је у Румунији у округу Бузау.
Oпштина се налази на надморској висини од 54 m.